# 鴻巣市立鴻巣北中学校
鴻巣市立鴻巣北中学校（こうのすしりつ こうのすきたちゅうがっこう）は、埼玉県鴻巣市箕田にある市立中学校。通称は「北中」（きたちゅう）、または「鴻北」（こうきた）。生徒数は各学年100名前後で合計約300名ほどである。

## 沿革
- 1974年
  - 4月1日 - 学校統合に伴い、鴻巣市立鴻巣北中学校創設。（旧笠原中と旧鴻巣中の一部）
  - 4月8日 - 授業開始。
  - 4月15日 - 校章が決まる。
  - 8月1日 - プール初使用。
- 1975年
  - 3月10日 - 校歌、校旗が決まり、披露式を行う。
  - 4月1日 - 北中、箕田中、鴻中一部と統合。
- 1980年 
  - 4月1日 - 西中の新設に伴って通学区変更。
  - 11月21日 - 理科教育研究会発表会開催(県理科教育研究会委嘱)。
- 1991年
  - 3月16日 - 花水木の花壇が完成。
  - 3月30日 - 武道館落成。
- 1992年3月31日 - 校舎改修第一期工事(教育棟改装)完工。
- 1993年
  - 3月31日 - 校舎改修第二期工事(管理棟改装)完工、フェンスを取り付ける。
  - 11月21日 - 創立20周年記念式典開催。中庭整備。
- 2003年12月4日 - 創立30周年記念式典開催。

## 教育目標
- 志高く　共に鍛える　北中生
  - 強くたくましい生徒
  - よく考える生徒
  - 思いやりのある生徒

## 学校行事
- 4月 入学式
- 5月 離任式
- 6月 3年修学旅行（京都・奈良方面）
- 7月 家庭訪問
- 9月 生徒会選挙、2年社会体験チャレンジ事業
- 10月 合唱コンクール
- 1月 1年スキー林間（菅平高原）
- 3月 三送会（3年生を送る会）、卒業式、終了式

## 生徒会活動
生徒会本部
- 学年評議委員会
- 整美委員会
- 給食委員会
- 奉仕委員会
- 生活安全委員会
- 保健委員会
- 体育委員会
- 図書委員会
- 選挙管理委員会
- 放送委員会
- 3年生を送る会実行委員会(仮)

## 部活動
運動部
- 野球部（男）
- サッカー部（男）
- テニス部（男・女）
- 陸上部（男・女）
- バスケットボール部（男・女）
- 卓球部（男・女）
- 剣道部（男・女）
- バレーボール部（女）
- 柔道部（男・女）

文化部
- 吹奏楽部
- アートクラフト部

## 交通
- 最寄り駅はJR高崎線鴻巣駅

## 出身者
- 中根一幸 - 元衆議院議員
- 近田和生 - ラジオパーソナリティ
- 服部翔大 - 陸上競技選手